# リングアグロッサ
リングアグロッサ（イタリア語: Linguaglossa, シチリア語: Linguarossa）は、イタリア共和国シチリア州カターニア県にある、人口約5,300人の基礎自治体（コムーネ）。

## 地理

### 位置・広がり

#### 隣接コムーネ
隣接するコムーネは以下の通り。
- カラタビアーノ
- カスティリオーネ・ディ・シチーリア
- ピエディモンテ・エトネーオ
- サンタルフィオ